# Atletism la Jocurile Olimpice de vară din 2016 - 100 m garduri (feminin)
Proba de 100 de metri garduri feminin de la Jocurile Olimpice de vară din 2016 a avut loc în perioada 16-17 august pe Stadionul Olimpic.

## Recorduri
Înaintea acestei competiții, recordurile mondiale și olimpice erau următoarele:
| Record  | Atlet                 | Timp  | Loc                    | Data          |
| ------- | --------------------- | ----- | ---------------------- | ------------- |
| Mondial | Kendra Harrison (USA) | 12.20 | Londra, Marea Britanie | 22 iulie 2016 |
| Olimpic | Sally Pearson (AUS)   | 12.35 | Londra, Marea Britanie | 7 august 2012 |

## Program
Orele sunt ora Braziliei (UTC-3) 
| Data                     | Timp        | Etapă             |
| ------------------------ | ----------- | ----------------- |
| Marți, 16 august 2016    | 11:05       | Etapa preliminară |
| Miercuri, 17 august 2016 | 20:45 22:55 | Semifinale Finala |

## Rezultate

### Runda 1
Reguli de calificare: primele trei din fiecare serie (C) și următoarele șase atlete cu cel mai bun timp (c) se califică în semifinale.

#### Seria 1
| Loc | Nume               | Naționalitate              | Timp  | Note    |
| --- | ------------------ | -------------------------- | ----- | ------- |
| 1   | Kristi Castlin     | Statele Unite ale Americii | 12.68 | (C)     |
| 2   | Anne Zagré         | Belgia                     | 12.85 | (C)     |
| 3   | Nooralotta Neziri  | Finlanda                   | 12.88 | (C)     |
| 4   | Shermaine Williams | Jamaica                    | 12.95 | (c)     |
| 5   | Susanna Kallur     | Suedia                     | 13.04 |         |
| 6   | Caridad Jerez      | Spania                     | 13.26 |         |
| 7   | Katy Sealy         | Belize                     | 15.79 |         |
| –   | Mulern Jean        | Haiti                      | (DS)  | R168.7b |

#### Seria a 2-a
| Loc | Nume                  | Naționalitate              | Timp  | Note |
| --- | --------------------- | -------------------------- | ----- | ---- |
| 1   | Nia Ali               | Statele Unite ale Americii | 12.76 | (C)  |
| 2   | Phylicia George       | Canada                     | 12.83 | (C)  |
| 3   | Pedrya Seymour        | Bahamas                    | 12.85 | (C)  |
| 4   | Wu Shuijiao           | China                      | 13.03 |      |
| 5   | Maila Machado         | Brazilia                   | 13.09 |      |
| 6   | Michelle Jenneke      | Australia                  | 13.26 |      |
| 7   | Ekaterina Poplavskaya | Belarus                    | 13.45 |      |
| 8   | Beate Schrott         | Austria                    | 13.47 |      |

#### Seria a 3-a
| Loc | Nume                  | Naționalitate  | Timp  | Note      |
| --- | --------------------- | -------------- | ----- | --------- |
| 1   | Cindy Ofili           | Marea Britanie | 12.75 | (C)       |
| 2   | Nadine Hildebrand     | Germania       | 12.84 | (C)       |
| 3   | Isabelle Pedersen     | Norvegia       | 12.86 | (C), (PB) |
| 4   | Andrea Ivančević      | Croația        | 12.90 | (c), (SB) |
| 5   | Brigitte Merlano      | Columbia       | 13.09 |           |
| 6   | Angela Whyte          | Canada         | 13.09 |           |
| 7   | Elisavet Pesiridou    | Grecia         | 13.10 |           |
| 8   | Anastassiya Pilipenko | Kazahstan      | 13.29 |           |

#### Seria a 4-a
| Loc | Nume             | Naționalitate  | Timp  | Note      |
| --- | ---------------- | -------------- | ----- | --------- |
| 1   | Cindy Roleder    | Germania       | 12.86 | (C)       |
| 2   | Tiffany Porter   | Marea Britanie | 12.87 | (C)       |
| 3   | Nickiesha Wilson | Jamaica        | 12.89 | (C), (SB) |
| 4   | Clélia Reuse     | Elveția        | 12.91 | (c)       |
| 5   | Cindy Billaud    | Franța         | 12.98 | (c)       |
| 6   | Kierre Beckles   | Barbados       | 13.01 |           |
| 7   | Hanna Plotitsyna | Ucraina        | 13.12 |           |
| 8   | Marthe Koala     | Burkina Faso   | 13.41 |           |

#### Seria a 5-a
| Loc | Nume                  | Naționalitate | Timp  | Note      |
| --- | --------------------- | ------------- | ----- | --------- |
| 1   | Jasmine Camacho-Quinn | Puerto Rico   | 12.70 | (C)       |
| 2   | Alina Talai           | Belarus       | 12.74 | (C)       |
| 3   | Pamela Dutkiewicz     | Germania      | 12.90 | (C)       |
| 4   | Nikkita Holder        | Canada        | 12.92 | (c), (SB) |
| 5   | Oluwatobiloba Amusan  | Nigeria       | 12.99 | (c)       |
| 6   | Karolina Koleczek     | Polonia       | 13.04 |           |
| 7   | Oksana Shkurat        | Ucraina       | 13.22 |           |
| 8   | Yvette Lewis          | Panama        | 13.35 |           |

#### Seria a 6-a
| Loc | Nume                  | Naționalitate              | Timp  | Note |
| --- | --------------------- | -------------------------- | ----- | ---- |
| 1   | Brianna Rollins       | Statele Unite ale Americii | 12.54 | (C)  |
| 2   | Megan Simmonds        | Jamaica                    | 12.81 | (C)  |
| 3   | Sandra Gomis          | Franța                     | 13.04 | (C)  |
| 4   | Nadine Visser         | Olanda                     | 13.07 |      |
| 5   | Fabiana Moraes        | Brazilia                   | 13.22 |      |
| 6   | Valentina Kibalnikova | Uzbekistan                 | 13.29 |      |
| 7   | Olena Yanovska        | Ucraina                    | 13.32 |      |
| –   | Reïna-Flor Okori      | Guineea Ecuatorială        | (DNS) |      |

### Semifinale
Reguli de calificare: primele două din fiecare serie (C) și următoarele două atlete cu cel mai bun timp (c) se califică în finală.

#### Semifinala 1
| 1 | Brianna Rollins    | Statele Unite ale Americii | 12.47 | (C) |
| 2 | Pedrya Seymour     | Bahamas                    | 12.64 | (C) |
| 3 | Cindy Roleder      | Germania                   | 12.69 | (c) |
| 4 | Tiffany Porter     | Marea Britanie             | 12.82 | (c) |
| 5 | Shermaine Williams | Jamaica                    | 12.86 |     |
| 6 | Andrea Ivančević   | Croația                    | 12.93 |     |
| 7 | Sandra Gomis       | Franța                     | 13.23 |     |
| 8 | Alina Talai        | Belarus                    | 13.66 |     |

#### Semifinala a 2-a
| 1 | Nia Ali               | Statele Unite ale Americii | 12.65 | (C)     |
| 2 | Phylicia George       | Canada                     | 12.77 | (C)     |
| 3 | Oluwatobiloba Amusan  | Nigeria                    | 12.91 |         |
| 4 | Nadine Hildebrand     | Germania                   | 12.95 |         |
| 5 | Clélia Reuse          | Elveția                    | 12.96 |         |
| 6 | Nooralotta Neziri     | Finlanda                   | 13.04 |         |
| 7 | Nickiesha Wilson      | Jamaica                    | 13.14 |         |
| – | Jasmine Camacho-Quinn | Puerto Rico                | (DS)  | R168.7b |

#### Semifinala a 3-a
| 1 | Kristi Castlin    | Statele Unite ale Americii | 12.63 | (C) |
| 2 | Cindy Ofili       | Marea Britanie             | 12.71 | (C) |
| 3 | Isabelle Pedersen | Norvegia                   | 12.88 |     |
| 4 | Pamela Dutkiewicz | Germania                   | 12.92 |     |
| 5 | Megan Simmonds    | Jamaica                    | 12.95 |     |
| 6 | Cindy Billaud     | Franța                     | 13.03 |     |
|   | Nikkita Holder    | Canada                     | (DS)  |     |
|   | Anne Zagré        | Belgia                     | (DS)  |     |

### Finala
| 1 | Brianna Rollins | Statele Unite ale Americii | 12.48 |      |
| 2 | Nia Ali         | Statele Unite ale Americii | 12.59 |      |
| 3 | Kristi Castlin  | Statele Unite ale Americii | 12.61 |      |
| 4 | Cindy Ofili     | Marea Britanie             | 12.63 | (SB) |
| 5 | Cindy Roleder   | Germania                   | 12.74 |      |
| 6 | Pedrya Seymour  | Bahamas                    | 12.76 |      |
| 7 | Tiffany Porter  | Marea Britanie             | 12.76 |      |
| 8 | Phylicia George | Canada                     | 12.89 |      |

## Legendă
RA Record african | AM Record american | AS Record asiatic | RE Record european | OC Record al Oceaniei | RO Record olimpic | RM Record mondial | RN Record național | SA Record sud-american | RC Record al competiției | DNF Nu a terminat | DNS Nu a luat startul | DS Descalificare | EL Cea mai bună performanță europeană a anului | PB Record personal | SB Cea mai bună performanță a sezonului | WL Cea mai bună performanță mondială a anului